# Robert Smithson

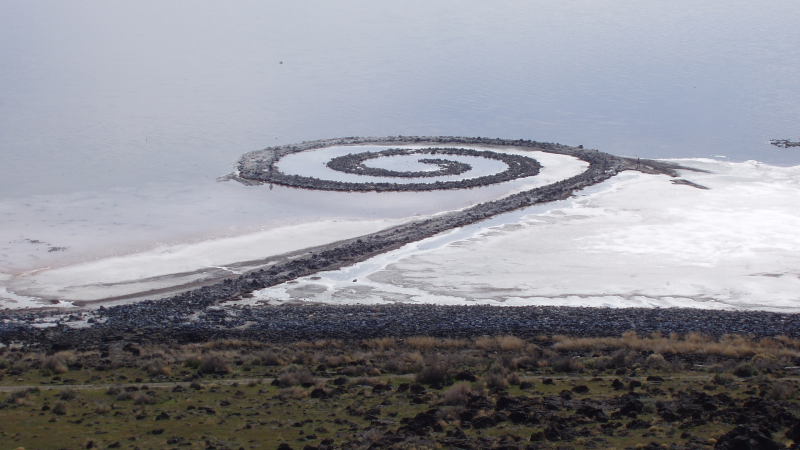
Spiral Jetty

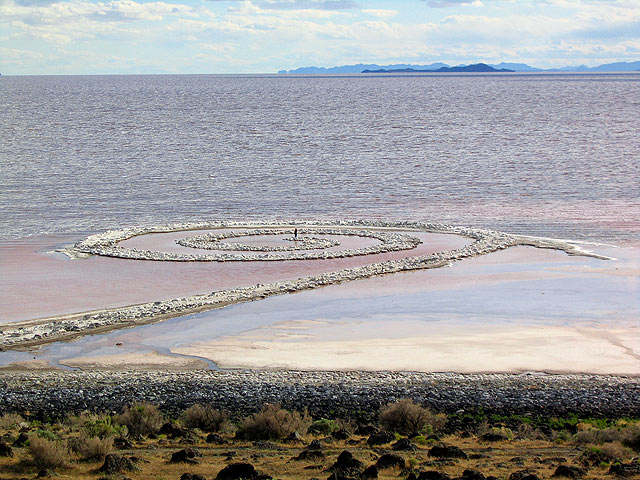
Spiral Jetty i Stora saltsjön, Utah

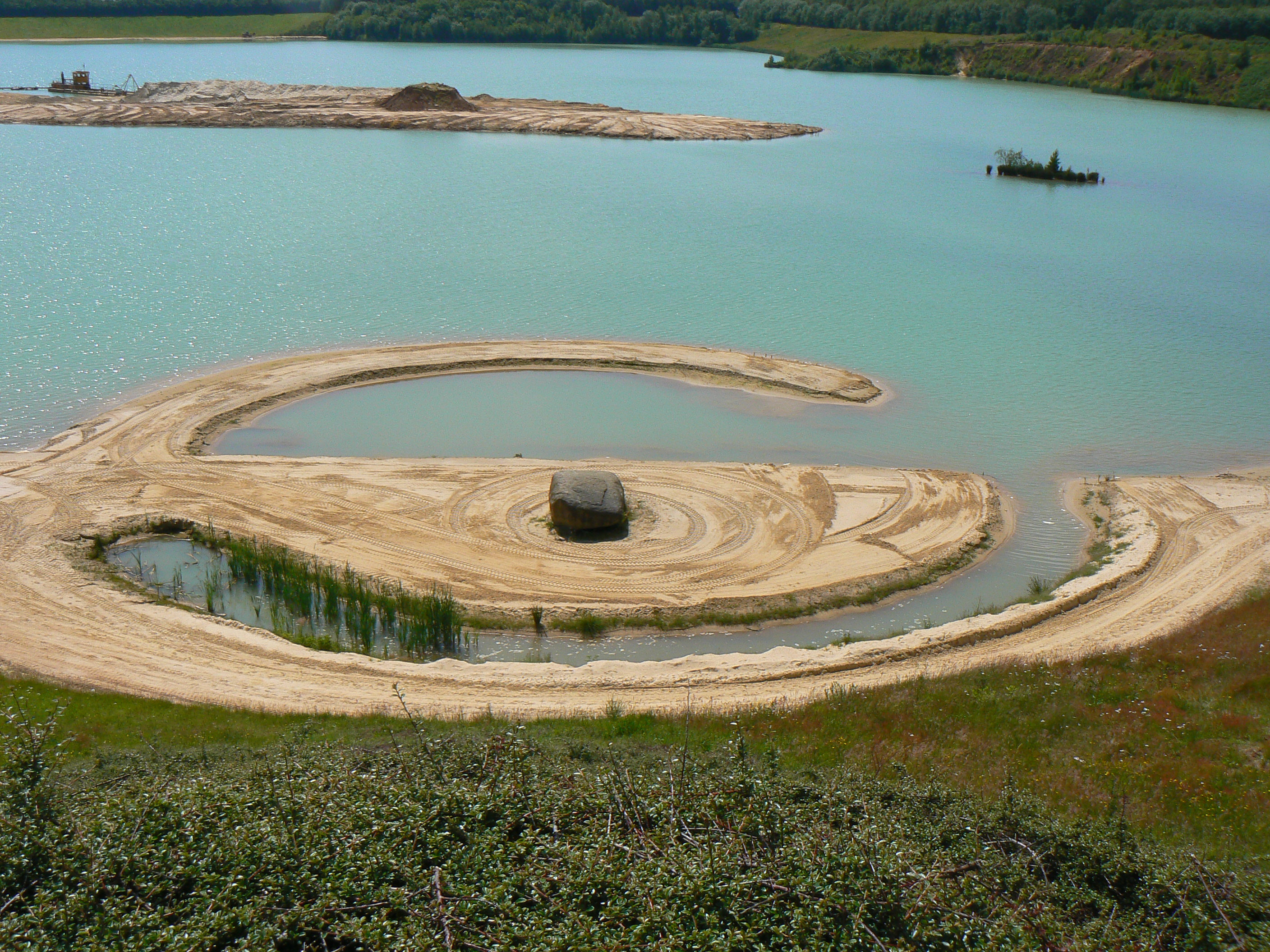
Broken Circle i Emmen, Nederländerna

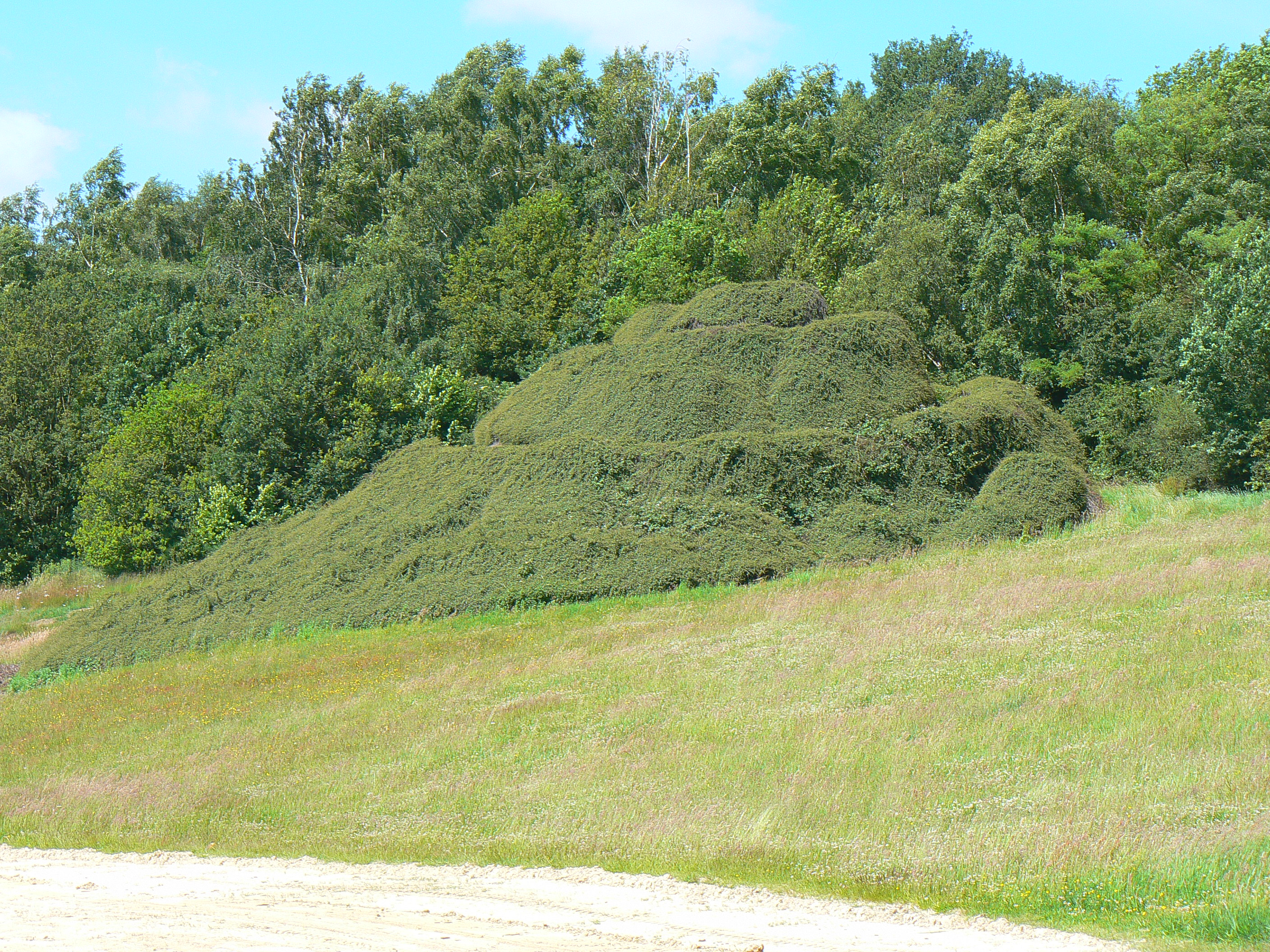
Spiral Hill i Emmen, Nederländerna

Robert Irving Smithson, född 2 januari 1938 i Passaic, död 20 juli 1973 i Amarillo, var en amerikansk bildkonstnär inom minimalism och jordkonst.
Robert Smithson är mest känd för sina jordkonstverk, men arbetade i ett flertal media som skulptur, fotografi, film. Hans konst var rotad i idéer om konstens roll i samhället, konstverkets hemvist samt relationen mellan konst, samhälle, vetenskap och populärkultur; dessa ämnen behandlade han också i sina många artiklar och essäer.
Robert Smithsons mest uppmärksammade jordkonstprojekt är Spiral Jetty från 1970, en spiral av lera och sten i Stora saltsjön i Utah.

## Uppväxt och utbildning
Smithson föddes 1938 i Passaic och bodde under hela sin uppväxt i delstaten New Jersey i USA.
Smithson var från tidig ålder intresserad av natur och konst. Han uppmuntrades i sina intressen av föräldrarna, som tog med honom på resor till nationalparker och andra natursevärdheter runt om i USA. Han studerade konst i New York vid Art Students League of New York från 1955 till 1956, följt av en kort period vid Brooklyn Museum School.

## Karriär
Efter tjänstgöring i armén hade Smithson 1959 sin första soloutställning på Artists Gallery i New York. Under de inledande åren av sin karriär arbetade han med måleri och collage. 1963 gifte han sig med den jämnåriga konstnären Nancy Holt.
År 1965 ställde Smithson för första gången ut skulptur, och han blev snabbt associerad med den minimalistiska rörelsen.
Under 1966-1969 började han alltmer intressera sig för verk som helt eller delvis var lokaliserade utanför gallerirummet. En betydande del av Smithsons verksamhet under dessa år bestod av arbetet med de så kallade nonsites (ickeplatser). De bestod oftast av råmaterial placerat i en behållare samt fotografier, kartor och/eller texter hänvisande till den plats där råmaterialet hämtats från. Smithsons syfte var att skapa en dialektik mellan den materiella verkligheten och gallerirummet. En ickeplats är inte en avbild eller ett återskapande av en plats utan beskrivs av Smithson som en abstrakt representation eller ”tredimensionell metafor”.
År 1970 färdigställdes två av hans mest kända verk, Partially Buried Woodshed och Spiral Jetty. Under de sista åren av sitt liv planerade Smithson ett flertal verk på olika platser som tidigare använts för gruvindustri och stenbrott. På detta sätt ville han använda konst för att återta industriellt utnyttjade och ödelagda miljöer. Han nekades dock av landägarna att genomföra de flesta av förslagen, förutom verken Broken Circle och Spiral Hill nära Emmen i Nederländerna. Hans sista verk blev Amarillo Ramp, som slutfördes efter hans död av hustrun Nancy Holt.

## Död
Robert Smithson dog 1973 i en flygplanskrasch då han var på väg till platsen för vad som skulle bli hans sista verk, Amarillo Ramp.

## Utvalda verk

### Jordkonstverk
- Asphalt Rundown (1969), Rom, Italien
- Partially Buried Woodshed (1970), Kent, Ohio, USA
- Spiral Jetty (1970), Rozel Point vid Stora saltsjön, Utah, USA
- Broken Circle (1971), Emmen, Nederländerna
- Spiral Hill (1971), Emmen, Nederländerna
- Amarillo Ramp (1973, postumt), Tecovas Lake i Amarillo, Texas, USA

### Skulptur
- Untitled, Mirror Surfaces (1965)
- Enantiomorphic Chambers (1965)
- Mirror Stratum (1966)
- Aerial Map - Proposal for Dallas-Fort Worth Regional Airport (1967)
- A Nonsite, Franklin, New Jersey (1968)
- Gravel Mirror with Cracks and Dust (1968)
- Eight-Part Piece (Cayuga Salt Mine Project) (1969)

### Fotografi
- Monuments Of Passaic (1967)
- Ithaca Mirror Trail (1969)
- Yucatan Mirror Displacements (1 - 9) / Nine Locations on a Trail (1969)
- Hotel Palenque (1969)
- Hypothetical Continent - Map of Broken Glass: Atlantis (1969)
- Sunken Island (1971)

### Film
- Rundown (1969). Dokumenterar verken Glue Pour, Vancouver; Concrete Pour, Chicago; Asphalt Rundown, Rome av Robert Smithson. Filmad av Robert Fiori.
- Swamp (1969). Film av Robert Smithson och Nancy Holt.
- Spiral Jetty (1970). Skildrar verket Spiral Jetty och dess tillkomst. Film av Robert Smithson.

### Text
- "The Eliminator" (1964)
- "A Short Description of Two Mirrored Crystal Structures" (1965)
- "Entropy And The New Monuments" (1966)
- "The Crystal Land" (Maj 1966) Harper's Bazaar
- "Language to be Looked at and/or Things to be Read" (1967) Press Release for Language show at the Virginia Dwan Gallery, New York
- "Some Void Thoughts On Museums" (Februari 1967) Arts Magazine
- "Minus Twelve, Minimal Art" (1968)
- "A Provisional Theory of Non-Sites" (1968)
- "Cultural Confinement" (1972) Artforum